# Maratona aquática no Campeonato Mundial de Esportes Aquáticos de 2024 - 6 km por equipe

A prova por equipe da maratona aquática no Campeonato Mundial de Esportes Aquáticos de 2024 foi realizada nos dia 8 de fevereiro de 2024 em Doha, no Catar.

## Cronograma
Todos os horários estão na hora local (UTC+3).
| Data           | Hora  | Evento |
| -------------- | ----- | ------ |
| 8 de fevereiro | 10:30 | Final  |

## Medalhistas
| Ouro                                                                      | Prata                                                                                     | Bronze                                                                        |
| Austrália · Moesha Johnson · Chelsea Gubecka · Nicholas Sloman · Kyle Lee | Itália · Giulia Gabbrielleschi · Arianna Bridi · Gregorio Paltrinieri · Domenico Acerenza | Hungria · Bettina Fábián · Mira Szimcsák · Dávid Betlehem · Kristóf Rasovszky |

## Resultados
A prova foi realizada no dia 8 de fevereiro às 10:30.
| Pos.              | Nacionalidade  | Nadadores                                                                  | Tempo     |
| ----------------- | -------------- | -------------------------------------------------------------------------- | --------- |
| Medalha de ouro   | Austrália      | Moesha Johnson Chelsea Gubecka Nicholas Sloman Kyle Lee                    | 1:03:28.0 |
| Medalha de prata  | Itália         | Giulia Gabbrielleschi Arianna Bridi Gregorio Paltrinieri Domenico Acerenza | 1:03:28.2 |
| Medalha de bronze | Hungria        | Bettina Fábián Mira Szimcsák Dávid Betlehem Kristóf Rasovszky              | 1:04:06.8 |
| 4                 | Alemanha       | Leonie Beck Celine Rieder Oliver Klemet Arne Schubert                      | 1:04:11.6 |
| 5                 | Estados Unidos | Mariah Denigan Katie Grimes Charlie Clark Michael Brinegar                 | 1:04:16.1 |
| 6                 | França         | Océane Cassignol Caroline Jouisse Marc-Antoine Olivier Logan Fontaine      | 1:05:05.5 |
| 7                 | Portugal       | Mafalda Rosa Angélica André Diogo Cardoso Tiago Campos                     | 1:05:05.7 |
| 8                 | Brasil         | Ana Marcela Cunha Viviane Jungblut Pedro Farias Henrique Figueirinha       | 1:05:36.2 |
| 9                 | Argentina      | Cecilia Biagioli Candela Giordanino Lucas Alba Franco Cassini              | 1:07:03.2 |
| 10                | Canadá         | Emma Finlin Laila Oravsky Eric Hedlin Hau-Li Fan                           | 1:07:03.4 |
| 11                | China          | Liu Peixin Zhang Jinhou Mao Yihan Xin Xin                                  | 1:07:17.2 |
| 12                | México         | Martha Sandoval Santiago Gutiérrez Paulina Alanís Paulo Strehlke           | 1:07:29.5 |
| 13                | Coreia do Sul  | Oh Se-beom Park Jae-hun Lee Hae-rim Park Jung-ju                           | 1:07:55.3 |
| 14                | Chéquia        | Alena Benešová Lenka Pavlacká Martin Straka Matěj Kozubek                  | 1:08:07.1 |
| 15                | África do Sul  | Ruan Breytenbach Callan Lotter Amica de Jager Rossouw Venter               | 1:08:42.0 |
| 16                | Turquia        | Emir Batur Albayrak Burhanettin Hacı Sağır Sezen Akanda Boz Tuna Erdoğan   | 1:08:42.9 |
| 17                | Taipé Chinesa  | Cho Cheng-chi Teng Yu-wen Cho Pei-chi Wang Yi-chen                         | 1:09:37.3 |
| 18                | Hong Kong      | Keith Sin Nip Tsz Yin Nikita Lam William Yan Thorley                       | 1:10:10.3 |
| 19                | Cazaquistão    | Galymzhan Balabek Diana Taszhanova Mariya Fedotova Lev Cherepanov          | 1:10:44.2 |
| 20                | Venezuela      | Paola Pérez Ruthseli Aponte Johndry Segovia Ronaldo Zambrano               | 1:10:45.5 |
| 21                | Eslováquia     | Tomáš Peciar Karolína Valko Lucia Slámová Richard Urban                    | 1:11:56.6 |
| 22                | Porto Rico     | Christian Bayo Jamarr Bruno Alondra Quiles Mariela Guadamuro               | DNS       |